# Archipiélago de San Sebastián
Archipiélago de San Sebastián (en portugués: Arquipélago de São Sebastião) es un grupo de islas brasileñas en el Océano Atlántico frente a la costa de São Paulo.
El archipiélago consta de 13 islas de las cuales Ilha Bela es la más grande y es considerada la principal. Además de esta, de las otras 12, sólo tres están habitadas: Isla Vitória, Isla Búzios y la Isla de las Cabras.

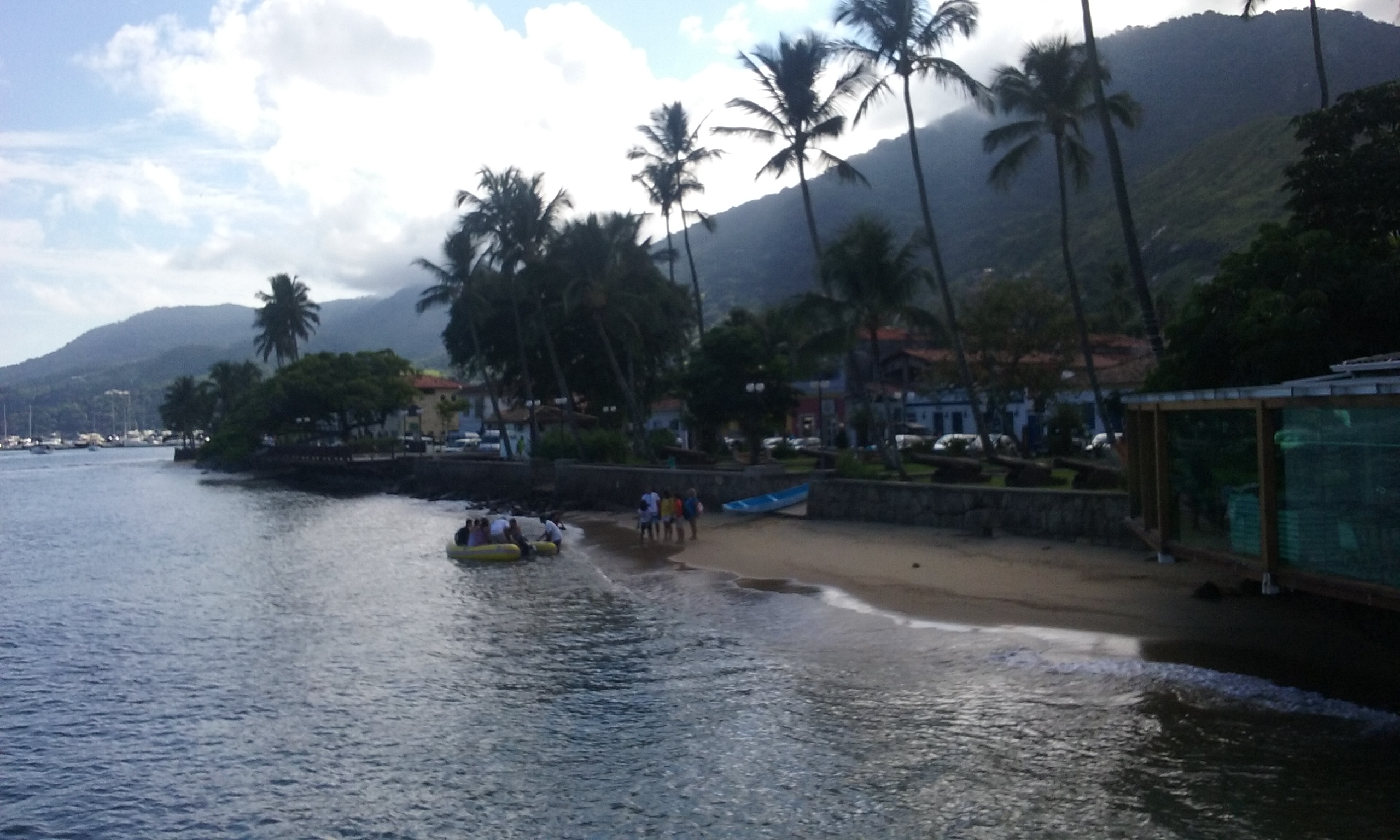
Llha bela